# Trepunktsbomal
Trepunktsbomal (Tinea trinotella) är en fjärilsart som beskrevs av Carl Peter Thunberg 1794. Trepunktsbomal ingår i släktet Tinea och familjen äkta malar. Arten är reproducerande i Sverige. Inga underarter finns listade i Catalogue of Life.

## Bildgalleri

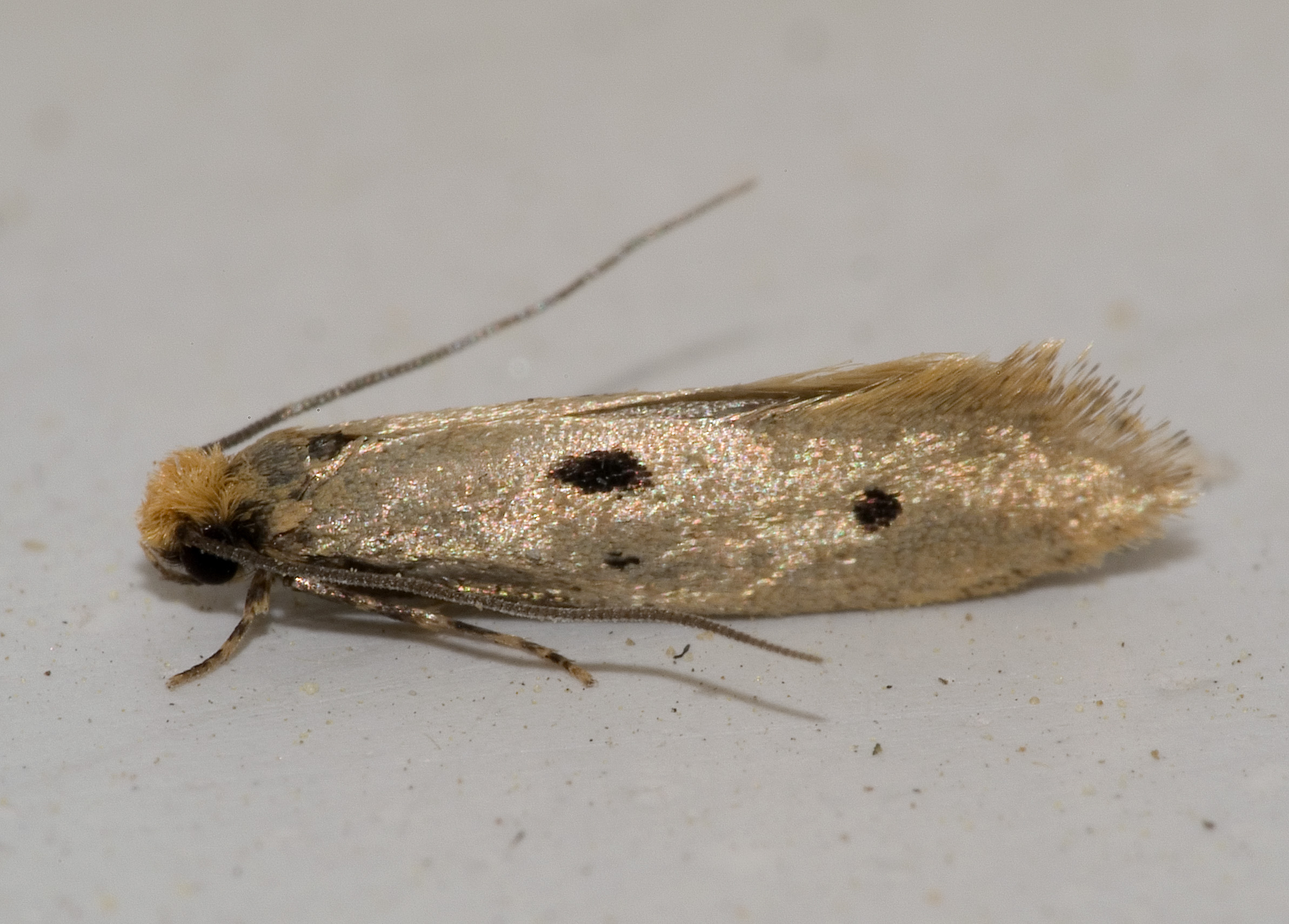